# Bawełniaki
Bawełniaki (Sigmodontinae) – bardzo rozległa, licząca kilkaset gatunków podrodzina gryzoni z rodziny chomikowatych (Cricetidae).

## Zasięg występowania
Podrodzina obejmuje gatunki zasiedlające tereny Ameryki.

## Systematyka
Układ filogenetyczny podrodziny Sigmodontinae jest dyskutowany przez naukowców. Podział na plemiona za Illustrated Checklist of the Mammals of the World i nowszymi publikacjami:
- Sigmodontini J.A. Wagner, 1843
- Ichthyomyini Cockerell & Printz, 1914
- Plemię incertae sedis:
  - Chinchillula O. Thomas, 1898 – szynszylaczek – jedynym przedstawicielem jest Chinchillula sahamae O. Thomas, 1898 – szynszylaczek górski
  - Abrawayaomys Souza Cunha & Cruz, 1979 – duchaczek – jedynym przedstawicielem jest Abrawayaomys ruschii Souza Cunha & Cruz, 1979 – duchaczek leśny
  - Delomys O. Thomas, 1917 – lasowiak
  - Cordimus Zijlstra, McFarlane, van den Hoek Ostende & Lundberg, 2014 – takson wymarły po 1500 roku
- Reithrodontini Cazzaniga, Cañón & Pardiñas, 2019
- Oryzomyini Vorontsov, 1959
- Akodontini Cockerell & Printz, 1914
- Thomasomyini Steadman & Ray, 1982
- Andinomyini Salazar-Bravo, Pardiñas, Zeballo & Teta, 2016
- Euneomyini Pardiñas, Teta & Salazar-Bravo, 2015
- Wiedomyini Reig, 1980
- Abrothrichini D’Elía, Pardiñas, Teta & J.L. Patton, 2007
- Phyllotini Vorontsov, 1959
- Neomicroxini Pardiñas, Curay, Brito M., Cañón & Moratelli, 2021
- Rhagomyini Pardiñas, Tinoco, Barbière, Ronez, Cañón, Lessa, Koch & Brito M., 2022

Opisano również rodzaje wymarłe o niepewnej pozycji systematycznej i niesklasyfikowane w żadnym z powyższych plemion:
- Cholomys Reig, 1980[8] – jedynym przedstawicielem był Cholomys pearsoni Reig, 1980
- Honeymys R.A. Martin, Peláez-Campomanes, Ronez, Barbière, Kelly, Lindsay, Baskin, Czaplewski & Pardiñas, 2020[9] – jedynym przedstawicielem był Honeymys mariae (Baskin & Korth, 1996)
- Jacobsomys Czaplewski, 1987[10]